# John Fordun
John Fordun († kurz nach 1363 oder um 1387) war ein schottischer Chronist, dessen Werk der Historiker Walter Bower um 1440 als „Scotichronicon“ erweiterte und fortsetzte.

## Leben
Über John Forduns Leben ist wenig bekannt. Die einzigen Quellen sind die Prologe der späteren Redaktionen von Bowers Werk. Der englische Historiker William Camden stellte im frühen 17. Jahrhundert die seither weitverbreitete These auf, dass John Fordun aus der Gemeinde Fordoun in den Mears in der ehemaligen mittelschottischen Grafschaft Kincardineshire stammte und danach seinen Namen annahm. Dafür gibt es aber keine zeitgenössischen Urkunden. Watt glaubt eher, dass sich John Fordun nach einem Landgut Fordun bei Auchterarder in Perthshire benannte. Es ist auch nicht bekannt, ob John Fordun Familienbeziehungen zu anderen Schotten dieses Nachnamens hatte.
Walter Bower erzählt im Vorwort der „Scotichronicon“ über seine Unterhaltung mit einem älteren Doktor, der sich sehr gut an Fordun erinnern konnte und diesen als einfachen Priester ohne höheren Schulabschluss  beschrieb. Nach den Angaben eines Kopisten, der um 1450 Bowers Werk abschrieb, war Fordun Kaplan der Kathedrale von Aberdeen, also von zu niedrigem Rang, um in dortigen Dokumenten Erwähnung zu finden. Dass er trotz seiner bescheidenen Herkunft eine so hohe literarische Qualität seiner Chronik erreichen konnte, ist eher mit seinem mutmaßlichen Geburtsort in Perthshire zu erklären, wo er eher die gälische Sprache und Tradition gelernt haben konnte, als wenn er in den Mears aufgewachsen wäre.

## Werk
Wegen der geringen Zahl an einheimischen Büchern über die schottische Geschichte (angeblich weil sie der englische König Eduard I. verbrannt oder nach England verschleppt hatte) wollte Fordun diesen Verlust beheben und reiste zu diesem Zweck quer durch England und Irland, wobei er Notizen aus Annalen der Klosterbibliotheken und von Gesprächen mit Historikern niederschrieb. Tatsächlich sind die geschichtlichen Angaben in Forduns Werk wesentlich zuverlässiger als die älterer schottischer Chroniken.
Thomas Gale veröffentlichte 1691 die erste Druckversion von Forduns Werk im dritten Band seiner „Scriptores quindecim“. 1722 legte Thomas Hearne die nächste Edition in fünf Bänden vor. Die „Scotichronicon“ von Walter Bower, die auch den gesamten Text von Fordun enthält, wurde von Walter Goodall herausgegeben (Edinburgh 1759). Schließlich veranstaltete der schottische Historiker und Antiquar William Forbes Skene 1871 bis 1872 die maßgebliche Edition von Forduns Büchern mit dem lateinischen Originaltext und einer englischen Übersetzung für das geschichtliche Sammelwerk „The Historians of Scotland“. Er verwendete erstmals nur jene Handschriften, die keine Änderungen und Zusätze Bowers enthielten. Die Edition von Skene enthält jedoch viele unzuverlässige Lesungen, nicht immer passende Kollationen der verschiedenen Manuskripte und eine unübersichtliche Textgestaltung, wobei drei lange Abschnitte in Anhängen gesucht werden müssen. Es wurde aber noch keine neue Ausgabe vorgelegt. Die Schwierigkeiten liegen unter anderem darin, dass alle erhaltenen Handschriften erst nach Forduns Tod geschrieben wurden und deren Verfasser offenbar verschiedene Korrekturen vornahmen, um Unterschiede zu anderen Abschriften von Forduns Werk auszugleichen.
John Fordun schrieb zwei geschichtliche Werke, die er nicht benannte. Skene versah sie mit den Titeln „Gesta Annalia“ und „Chronica gentis Scotorum“. Die „Annalen“ bestehen aus 231 Notizen über wichtige Ereignisse der schottischen Vergangenheit und reichen von ca. 900 bis 1363 (in manchen Manuskripten bis 1385). Diese skizzenhaften Notizen sind nur selten mit etwas ausführlicheren Erläuterungen oder Quellenangaben versehen. Dagegen ist die „Chronik“ ein literarisch hochstehendes Werk in fünf Büchern, die in durchnummerierte, mit Rubriken versehene Kapitel eingeteilt sind. Das auf breiterer Quellenbasis aufgebaute Werk ist die erste kontinuierliche Darstellung der gesamten schottischen Geschichte. Es beginnt mit der uralten Sage von Scota und Gaythelos, den eponymen Gründern des schottischen Königreichs; überhaupt enthält das erste Buch nur Mythologisches. Das zweite Buch führt die schottische Geschichte bis in die Zeit der römischen Kaiser Magnus Maximus und Theodosius I. (395 n. Chr.), das dritte bis zum deutschen Kaiser Karl den Großen (814), das vierte bis zur Regierung des schottischen Königs Macbeth (1057) und das fünfte Buch bis zum Tod des Königs David I. (1153). Die „Chronik“ enthält auch zahlreiche Quellenangaben. Als Abrundung des Werks sind in zwei Handschriften 15 Kapiteln am Schluss angehängt, die den sächsischen Stammbaum der heiligen Margareta († 1093) bis zu Cerdic von Wessex (495) zurückverfolgen. Sie werden von Skene wohl fälschlich als Anfang eines nicht mehr zur Ausführung gekommenen sechsten Buchs der „Chronik“ gedeutet.
Dieser Stammbaum fehlt bei zwei Manuskripten, die dafür beide Werke Forduns zu einem einzigen vereinigen, indem sie die ersten 41 Notizen der „Annalen“, die bis 1153 reichen, weglassen. In allen anderen Handschriften werden aber die beiden Werke getrennt überliefert. In vier Manuskripten sind wichtige historische Dokumente hinzugefügt, die den schottischen Kampf gegen die englische Unterdrückung betreffen (z. B. die Declaration of Arbroath von 1320). Da es in Forduns „Annalen“ keine Hinweise auf diese Urkunden gibt, ist unklar, ob sie von Fordun oder erst von späteren Abschreibern aufgenommen wurden.
Die für die Zeit insbesondere ab 1200 von Fordun benutzten Quellen sind wohl meist zuverlässig und heute oft nicht mehr vorhanden. Dagegen kommen bei der Erzählung der sehr frühen schottischen Vergangenheit in den ersten drei Büchern meist nur sagenhafte und oft erdichtete Passagen vor, während hier vertrauenswürdige Darstellungen wie die irischen Annalen unberücksichtigt blieben.
Es ist schwierig, die Werke von Fordun zu datieren. Sollte er ausgedehnte Reisen durch England unternommen haben, dann wohl in den Jahren nach 1357, da solche Touren erst seit diesem Zeitpunkt wieder nach lange andauernden Feindseligkeiten für schottische Besucher möglich waren. Da in den „Annalen“ der Anfang des Jahres 1363 ausführlich geschildert wird, aber der Besuch König Davids II. in Westminster am Ende dieses Jahres nicht erwähnt wird, ist anzunehmen, dass Fordun damals seine Arbeit an dem Werk beendete und die in manchen Manuskripten vorhandenen fünf Schlusskapitel (bis 1385) von späteren Kopisten hinzugefügt wurden. In der Forschung gibt es unterschiedliche Ansichten, inwieweit Fordun das in der „Chronik“ präsentierte Material schon so in seinen Quellen vorfand und inwieweit er selbst den Stoff zusammenfügte. Es gibt aber keine Hinweise auf die Abfassungszeit der „Chronik“.
In seinem Werk unterstützt Fordun jene Könige, die rechtmäßig gewählt wurden und auf Ratschläge hörten. Bestürzend empfand er die internen Streitigkeiten des schottischen Adels. Die Befreiung der Schotten von der englischen Invasion war für ihn ein besonders freudiges Ereignis. Die Darstellung der legendären Ursprünge seines Volkes sollte seine Haltung untermauern. Man muss sein Werk als Ganzes betrachten, um seine nationalistischen Ansichten zu verstehen. Im damaligen Schottland und auch noch im nächsten Jahrhundert wurde sein Standpunkt weitgehend geteilt und sein Werk konnte auch von Bowers viel umfangreicherer Chronik nicht so schnell verdrängt werden, denn mindestens drei Manuskripte mit Forduns Werken wurden noch im späten 15. Jahrhundert abgeschrieben. Obwohl seine Geschichtsdarstellung für die frühe schottische Geschichte mit Vorsicht benutzt werden muss, ist es insbesondere ab dem 11. Jahrhundert eine unentbehrliche Quelle für Historiker.

## Ausgabe
- W. F. Skene (Herausgeber und Übersetzer): Johannis de Fordun Chronica gentis Scotorum (John of Fordun’s Chronicle of the Scottish nation). 2 Bände, Edinburgh 1871–1872.